# Малоугреньово
Малоугреньо́во (рос. Малоугренёво) — село у складі Бійського району Алтайського краю, Росія. Адміністративний центр Малоугреньовської сільської ради.

## Населення
Населення — 2321 особа (2010; 2121 у 2002).
Національний склад (станом на 2002 рік):
- росіяни — 95 %